# Parananilla mexicana
Parananilla mexicana là một loài bọ cánh cứng trong họ Cerambycidae.